# Hervé Kage
Hervé Kage (Kinshasa, 10 de abril de 1989) é um futebolista profissional congolês que atua como meia-atacante.

## Carreira
Hervé Kage representou o elenco da Seleção da República Democrática do Congo de Futebol no Campeonato Africano das Nações de 2015.

## Títulos
RDC
- Campeonato Africano das Nações: 2015 - 3º Lugar.